# PDA 폰
PDA 폰(PDA phone)은 PDA에 이동 통신 모듈을 집어넣은 단말기이다.

## 역사
2000년 컴팩의 아이팩에 CDMA 모듈을 추가한 형태에서 시작하였다. 당시 PDA 자체가 비교적 고가인 데 반해, 핸드폰은 통신회사의 보조금으로 가격이 매우 쌌다. 그래서 당시의 PDA 제조업체들은 PDA에 CDMA 모듈을 집어넣어 이동통신사업자에 납품을 함으로써, 원활한 공급선을 찾을 수 있었고, 이동통신 제조업체들도, 그다지 수요가 없던 데이터 통신을 PDA사용자를 흡수함으로써, 수익을 높이려는 윈윈전략으로 보급이 이루어지게 되었다. 이러한 전략으로 나온 제품들중에 사이버뱅크의 피씨이폰과 제이텔의 셀빅 XG, 지메이트의 요피가 대표적이고, 2001년 PDA폰의 전성기가 찾아왔다.
2002년 당시 이동통신업체의 보조금으로 공짜폰이 남발하는등, 비정상적인 시장질서로 정보통신부에서 단말기 보조금 지급하던 관행을 금지시킴으로써, PDA폰의 인기도 사그라들게 되었다.
2003년 위축된 PDA 시장을 살리고자, PDA폰과 대한 보조금이 부활되었고, 다시 조금씩 인기를 끌고 있다.

## 스마트폰과의 차이
PDA폰 자체가 단말기 보조금이라는 국내상황에서 탄생한 것이라서, 일반적으로 스마트폰과 용어를 혼용하고 있고, 차츰 스마트폰으로 통합되고 있기 때문에 현재로써는 거의 차이가 없다.
기술적으로 PDA폰과 스마트폰과의 차이는 운영 체제에 따라 구별하였다. PDA폰은 PDA제어를 위한 운영 체제와 휴대폰 제어를 위한 운영 체제가 각기 따로 동작하면서 상호 유기적으로 동작하고, 스마트폰은 하나의 운영 체제에서 PDA 기능과 휴대전화 및 무선통신 기능을 제어한다는 차이점을 가지고 있었으나, 차츰 하나의 운영 체제가 통제하는 방식으로 변해가고 있다. 대표적인 스마트폰 운영 체제로 심비안 OS, 윈도우 모바일 등이 있다.
매니아 집단에서의 유머로 두 가지의 차이점을, "1미터 높이에서 콘트리트 바닥으로 떨어뜨리고 나서, 통화가 되면 스마트폰이고, 고장이 나면 PDA폰이다"라고 설명하기도 하였다.

## 장단점

### 장점
스마트폰보다 큰 화면과, 크기를 가져, 보다 높은 해상도와, CF나 SD 슬롯 등의 확장성을 갖는다.

### 단점
스마트폰에 비해 휴대하기 큰 크기로 이동성이 떨어지고, 핸드폰의 기능 성능이 통신 능력에서 스마트폰보다 안정성이 떨어진다는 비판이 있었으나, 차츰 개선되어 가고 있다.

## 같이 보기
- 휴대 전화
- 개인 정보 단말기